# Cyrtostylis
Cyrtostylis é um género botânico pertencente à família das orquídeas, ou Orchidaceae, composto por cinco pequenas espécies terrestres, distribuídas pela Austrália e Nova Zelândia, onde crescem em áreas de baixa altitude em meio aos arbustos costeiros, em taludes protegidos do sol direto ou no solo de florestas ralas. São plantas anuais, que secam durante o período mais seco ou quente e voltam a brotar durante o outono e inverno. Seu nome vem do grego kyrtos, curvo, e stylos, coluna, em referência à curvatura da coluna de suas flores.
Cyrtostylis tem muito poucas raízes, substituídas por pequenos pares de tubérculos ovoides; os caules são curtos e eretos com uma única folha basal, herbácea, plana e macia. A inflorescência é delicada com apenas uma ou poucas pequenas flores terminais de cores discretas, ressupinadas. Os segmentos florais são livres a similares. A sépala dorsal levemente mais larga que os outros segmentos, ereta. O labelo costuma ser muito maior que os segmentos restantes, simples, plano, apiculado com dois pequenos calos glandulares mais escuros que secretam néctar. A coluna geralmente apresenta asas fundidas ao longo do corpo, é curvada e delicada, sem pé, com antera terminal persistente contendo quatro polínias desiguais de cor amarela, sem viscídio.

## Espécies
1. Cyrtostylis oblonga  Hook.f. (1853)
2. Cyrtostylis reniformis  R.Br. (1810)
3. Cyrtostylis robusta  D.L.Jones & M.A.Clem. (1987)
4. Cyrtostylis rotundifolia  Hook.f. (1853)
5. Cyrtostylis tenuissima  (Nicholls & Goadby) D.L.Jones & M.A.Clem. (1987)